# Ломоури, Тамара Николаевна
Тамара Николаевна Ломоури (груз. თამარ ნიკოლოზის ასული ლომოური, 28 сентября 1883, Гори, Тифлисская губерния — 1965) — грузинский учёный-историк, один из основоположников нумизматической науки в Грузии.

## Биография
Родилась 28 сентября 1883 года в Гори в семье писателей Нико Ломоури и Софьи Худадовой.
Училась в Горийской прогимназии и Тифлисской женской гимназии, затем преподавала в Тифлисе и Гори. С 1906 по 1910 год училась на историко-филологическом отделении Высших женских курсов в Санкт-Петербурге (Бестужевских). После возвращения на родину преподавала русский язык и историю в Тифлисской гимназии.
В 1922 году окончила исторический факультет Тифлисского государственного университета (первый выпуск). С 1924 года заведовала кафедрой нумизматики того же университета, с 1932 года — доцент. В 1931 году монеты и инвентарь Университетского нумизматического кабинета были переданы Государственному музею Грузии, и на этой базе по инициативе Георгия Чубинашвили был создан отдел нумизматики. В этот период, помимо монет Университета, нумизматический отдел музея под руководством Ломоури собрал коллекции Грузинского историко-этнографического общества и Общества по распространению грамотности среди грузин.
Тамара Ломоури внесла большой вклад в инвентаризацию, классификацию и каталогизацию нумизматического материала, хранящегося в различных научных учреждениях Грузии, создала новую грузинскую нумизматическую терминологию. Грузинская историография первой изучила обращение сасанидских и арабских монет, найденных на территории Грузии и её географического ареала, торгово-экономические связи с Ближним Востоком и торгово-транзитные пути туда, образцы нескольких десятков ранее неизвестных арабских дирхемов и джучидских монет, найденных в Грузии. Клады монгольских монет. Были изучены грузинские монеты эпохи Руставели, рассмотрены несколько важных исторических вопросов: дата восшествия на престол Вахтанга III (1298—1299), существование монетного двора в Ахалцихе в XIII—XIV веках, факт чеканки грузинских монеты Западной Грузии в XV веке и др. Высказала мнение о существовании монетного двора в средние века в горной местности Грузии — Жинвани, Степанцминда. Вместе с академиком Николозом Бердзенишвили издала «Географию Грузии» Вахушти Батонишвили, а также критическое издание исторических трудов Давида и Баграта Батонишвили. Ломоури была также членом главной редакции Толкового словаря грузинского языка и его рецензентом.

## Научные интересы
Создание, инвентаризация и систематизация нумизматической коллекции Грузинского национального музея, уточнение новой грузинской нумизматической терминологии, продажа средневековых грузинских (сасанидских, арабских, сельджукских, монгольских) монет и монет Средней Азии и Востока.